# Escut de la Riera de Gaià
L'escut oficial de la Riera de Gaià té el següent blasonament:
Escut caironat: d'or, un drac de sinople lampassat de gules acompanyat a la punta d'una faixa ondada d'argent rivetada d'atzur. Per timbre una corona mural de poble.

## Història
Va ser aprovat el 23 de novembre de 1995.
El drac és l'atribut de santa Margarida, patrona del poble. A sota hi ha una representació del riu Gaià, senyal parlant referent al nom de la localitat.